# راونگلس
راونگلس (به انگلیسی: Ravenglass) یک روستا در بریتانیا است که در Muncaster واقع شده‌است.